# Elsa Triolet

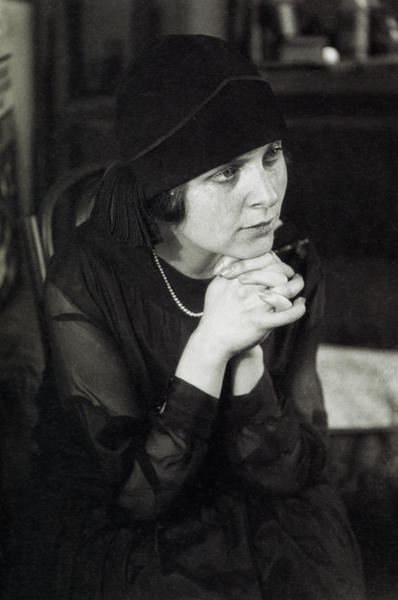
Elsa Triolet, 1925

Elsa Triolet, geboren als Ella Joerjevna Kagan (Russisch: Элла Юрьевна Каган) (Moskou, 24 september 1896 - Saint-Arnoult-en-Yvelines, 16 juni 1970) was een Franse  schrijfster van Russische komaf, echtgenote van Louis Aragon en zus van  Lili Brik.

## Leven
Elsa werd geboren in een welvarende en ontwikkelde joodse familie. Haar moeder was pianiste en haar vader was advocaat. Ze kreeg een uitstekende opleiding, studeerde architectuur, en reisde in haar jeugd veelvuldig naar het buitenland.
Al vroeg kwam Elsa in contact met Moskouse literaire kringen. Ze was de jeugdvriendin van Roman Jakobson en bevriend met Vladimir Majakovski, die ze in 1914 introduceerde bij haar zus Lili, die later zijn muze werd.
In 1917 leerde Elsa de Franse officier André Triolet kennen en huwde hem een jaar later in Parijs. Ze gingen een tijd in Tahiti wonen, maar keerden in 1921 naar Europa terug. Elsa was ernstig teleurgesteld in haar man, die niet aan haar intellectuele verwachtingen voldeed; ze gingen gescheiden leven. In 1922 en 1923 verbleef ze in Berlijn, waar haar door zowel Roman Jakobson als Viktor Sjklovski vergeefs het hof werd gemaakt. Tussen 1925 en 1928 pendelde ze op en neer tussen de Moskouse intelligentsia en de Parijse bohème. Aangemoedigd door Maksim Gorki begon ze in deze periode met schrijven en behaalde al snel flinke oplagen met haar eerste boeken.
In 1927 trad Elsa toe tot de Franse Communistische Partij en maakte ze kennis met de Franse schrijver en surrealist Louis Aragon. Ze werden verliefd, vanaf 1928 gingen ze samenwonen en het was uiteindelijk ook Elsa die hem overhaalde toe te treden tot de communistische partij. Aragon wijdde in 1934 zijn roman De klokken van Basel aan Elsa. In 1939 traden ze met elkaar in het huwelijk.  Tijdens de Tweede Wereldoorlog waren beiden actief voor het Franse verzet en leefden ze een tijdlang ondergedoken.

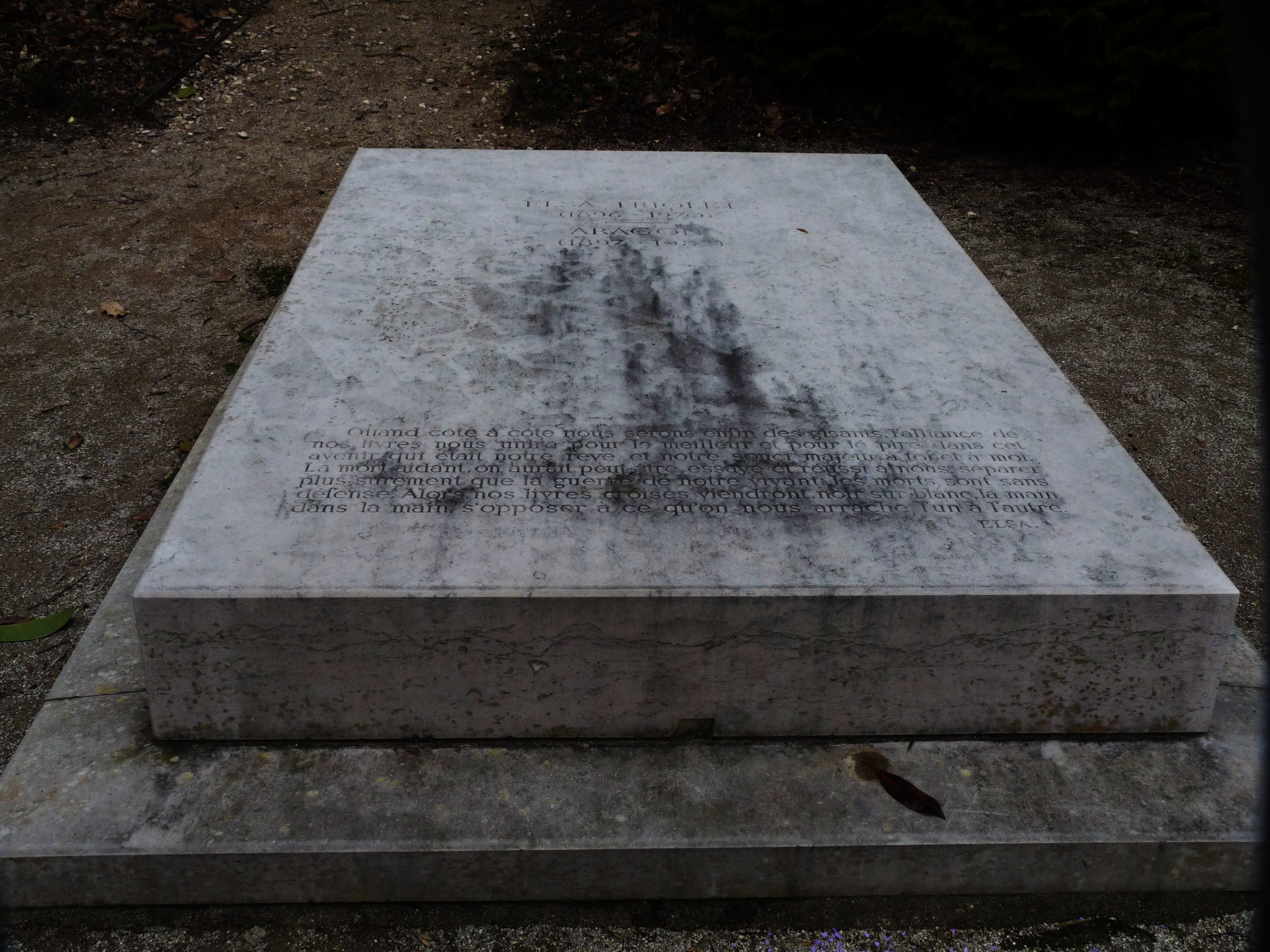
Graf van Aragon en Triolet

In 1944 ontving Elsa Triolet als eerste vrouw de Prix Goncourt. Ze overleed, nog steeds samenwonend met Louis Aragon, in 1970 aan een hartaanval.

## Werk
Triolet begon haar literaire loopbaan eigenlijk pas goed met haar eerste Franstalige roman Bonsoir Thérèse (1938). Hoewel haar werk vaak een beetje in de schaduw van Louis Aragon werd gesteld wist ze een heel eigen richting in te slaan. Kenmerkend voor haar romans is het voortdurend overtreffen van de werkelijkheid door de fantasie. Haar romanfiguren zijn bezield door de vraag naar het menselijk lot, zowel van de mensheid in het algemeen als van het individu: de enkeling zoekt in een chaotische wereld voortdurend naar mogelijkheden tot ontplooiing. Typerend in dat verband is de roman Le Grand jamais (1965), waarin een weduwe in de archieven op zoek gaat naar het wezen van haar overleden man, een beroemd schrijver. Ze raakt daarbij echter verdwaald tussen allerlei spiegels die haar worden voorgehouden, echte zowel als valse. In dit boek ziet de schrijver haar eigen dood en het gesprek dat ze vanuit het hiernamaals met haar lezers voert.